# Nadzor
Nadzor je praćenje ponašanja, mnogih aktivnosti ili informacija u svrhu prikupljanja informacija, uticaja, upravljanja ili usmeravanja. Ovo može uključivati posmatranje sa daljine pomoću elektronske opreme, kao što je televizija zatvorenog kruga (CCTV), ili presretanje elektronski prenošenih informacija kao što je internet saobraćaj. Takođe može uključivati jednostavne tehničke metode, kao što su prikupljanje ljudskih obaveštajnih podataka i poštansko presretanje.
Građani koriste nadzor, na primer za zaštitu svojih naselja. Vlade ga naširoko koriste za prikupljanje obaveštajnih podataka, uključujući špijunažu, sprečavanje zločina, zaštitu procesa, osobe, grupe ili objekta, ili istragu zločina. Takođe ga koriste kriminalne organizacije za planiranje i činjenje zločina, a preduzeća za prikupljanje obaveštajnih podataka o kriminalcima, njihovim konkurentima, dobavljačima ili kupcima. Verske organizacije zadužene za otkrivanje jeresi i heterodoksije takođe mogu da vrše nadzor. Revizori sprovode vid nadzora.
Nusprodukt nadzora je to što može neopravdano narušiti privatnost ljudi i često ga kritikuju aktivisti za građanske slobode. Demokratije mogu imati zakone koji nastoje da ograniče vladinu i privatnu upotrebu nadzora, dok autoritarne vlade retko imaju domaća ograničenja.
Špijunaža je po definiciji prikrivena i tipično protivzakonita prema pravilima posmatrane strane, dok je većina vidova nadzora otvorena i državni organi ih smatraju legalnim ili legitimnim. Smatra se da je međunarodna špijunaža uobičajena među svim tipovima zemalja.

## Literatura
- Allmer, Thomas. (2012). Towards a Critical Theory of Surveillance in Informational Capitalism. Frankfurt am Main: Peter Lang. ISBN 978-3-631-63220-8.
- Andrejevic, Mark.  iSpy: Surveillance and Power in the Interactive Era. Lawrence, KS: University Press of Kansas. 2007. ISBN 0700616861.
- Ball, Kirstie, Kevin D. Haggerty, and David Lyon, eds. (2012). Routledge Handbook of Surveillance Studies. New York: Routledge. ISBN 1138026026.
- Brayne, Sarah. (2020). Predict and Surveil: Data, Discretion, and the Future of Policing. New York: Oxford University Press. ISBN 0190684097.
- Browne, Simone. (2015). Dark Matters: On the Surveillance of Blackness. Durham: Duke University Press. ISBN 978-0822359197.
- Coleman, Roy, and Michael McCahill. (2011). Surveillance & Crime. Thousand Oaks, Calif.: Sage. ISBN 1847873537.
- Feldman, Jay. (2011). Manufacturing Hysteria: A History of Scapegoating, Surveillance, and Secrecy in Modern America. New York, NY: Pantheon Books. ISBN 0-375-42534-9.
- Fuchs, Christian, Kees Boersma, Anders Albrechtslund, and Marisol Sandoval, eds (2012). Internet and Surveillance: The Challenges of Web 2.0 and Social Media. New York: Routledge. ISBN 978-0-415-89160-8.
- Garfinkel, Simson. Database Nation; The Death of Privacy in the 21st Century. ISBN 0-596-00105-3.. O'Reilly & Associates, Inc.
- Gilliom, John. (2001). Overseers of the Poor: Surveillance, Resistance, and the Limits of Privacy. University Of Chicago Press. ISBN 978-0-226-29361-5.
- Haque, Akhlaque (2015). Surveillance, Transparency and Democracy. Public Administration in the Information Age. University of Alabama Press, Tuscaloosa, AL. ISBN 978-0-8173-1877-2.
- Harris, Shane. (2011). The Watchers: The Rise of America's Surveillance State. London, UK: Penguin Books Ltd. ISBN 0-14-311890-0.
- Hier, Sean P., & Greenberg, Joshua., ур. (2009). Surveillance: Power, Problems, and Politics. Vancouver, CA: UBC Press. ISBN 0-7748-1611-2.
- Jensen, Derrick and Draffan, George (2004). Welcome to the Machine: Science, Surveillance, and the Culture of Control. Chelsea Green Publishing Company. ISBN 978-1-931498-52-4.
- Lewis, Randolph. (2017). Under Surveillance: Being Watched in Modern America. Austin: University of Texas Press. ISBN 1477312439.
- Lyon, David (2001). Surveillance Society: Monitoring in Everyday Life. Philadelphia: Open University Press. ISBN 978-0-335-20546-2.
- Lyon, David., ур. (2006). Theorizing Surveillance: The Panopticon and Beyond. Cullompton, UK: Willan Publishing. ISBN 978-1-84392-191-2.
- Lyon, David (2007). Surveillance Studies: An Overview. Cambridge: Polity Press. ISBN 978-0-7456-3591-0.
- Matteralt, Armand. (2010). The Globalization of Surveillance. Cambridge, UK: Polity Press. ISBN 0-7456-4511-9.
- Monahan, Torin, ed. (2006). Surveillance and Security: Technological Politics and Power in Everyday Life. New York: Routledge. ISBN 9780415953931.
- Monahan, Torin. (2010). Surveillance in the Time of Insecurity. New Brunswick: Rutgers University Press. ISBN 0813547652.
- Monahan, Torin, and David Murakami Wood, eds. (2018). Surveillance Studies: A Reader. New York: Oxford University Press. ISBN 978-0-190-29782-4.
- Parenti, Christian (2003-09-02). The Soft Cage: Surveillance in America From Slavery to the War on Terror. Basic Books. ISBN 978-0-465-05485-5.
- Petersen, J.K. (2012). Handbook of Surveillance Technologies, Third Edition. Taylor & Francis. ISBN 978-1-439873-15-1.: CRC Press, 1020 pp.
- Staples, William G. (2000). Everyday Surveillance: Vigilance and Visibility in Post-Modern Life. Lanham, MD: Rowman & Littlefield Publishers. ISBN 0-7425-0077-2.
- Yan, W. (2019). Introduction to Intelligent Surveillance: Surveillance Data Capture, Transmission, and Analytics. ISBN 3030107124.. Springer Publishers.
- COINTELPRO—FBI counterintelligence programs designed to neutralize political dissidents
- Reversing the Whispering Gallery of Dionysius  – A Short History of Electronic Surveillance in the United States

## Spoljašnje veze
- Mediji vezani za članak Nadzor na Vikimedijinoj ostavi

- „Special Issue on Surveillance Capitalism – nine articles analyzing financial, social, political, legal, historical, security and other aspects of US and international surveillance and spying programs and their relation to capitalism”. Monthly Review. 2014. (66  (3):, July–August)
- ACLU, "The Surveillance-Industrial Complex: How the American Government Is Conscripting Businesses and Individuals in the Construction of a Surveillance Society" Архивирано на веб-сајту  (10. октобар 2012)
- Balkin, Jack M. (2008). "The Constitution in the National Surveillance State", Yale Law School
- Bibo, Didier and Delmas-Marty, "The State and Surveillance: Fear and Control"
- EFF Privacy Resources
- EPIC Privacy Resources
- ICO. (September 2006). "A Report on the Surveillance Society for the Information Commissioner by the Surveillance Studies Network".
- Privacy Information Center Архивирано фебруар 21, 2009 на сајту
- „The NSA Files (Dozens of articles about the U.S. National Security Agency and its spying and surveillance programs)”. The Guardian. London. 8. 6. 2013.
- EFF Legal Cases
- Guide to lawful intercept legislation around the world